# Randy Point
Randy Point är en udde i Antarktis. Den ligger i Sydshetlandsöarna. Argentina, Chile och Storbritannien gör anspråk på området.
Terrängen inåt land är kuperad åt nordväst, men österut är den platt. Havet är nära Randy Point österut. Trakten är glest befolkad. Närmaste befolkade plats är Commandante Ferraz Station, 14,1 kilometer väster om Randy Point. 